# Família Giginta
Els Giginta foren una família d'origen rossellonès que donà un gran nombre de figures il·lustres. La bibliografia (la Gran Enciclopèdia Catalana i el Dictionnaire... de Jean Capeille fonamentalment, per bé que hi ha referències puntuals en altres obres) coincideix en els mèrits dels biografiats, però no es posa enterament d'acord en les diverses línies genealògiques.
- L'ancestre més vell documentat[4] és Ponç Giginta (o Jaguinta), del lloc de Turà (a l'actual comuna francesa de Ribesaltes, en conserva el topònim l'església de Sant Martí de Turà), que es casà amb Arnalda Miafre entre l'any 1365 i el 1368. Els Giginta constituïren una rica família de ramaders ovins[5] que s'expandí més enllà del terme inicial: Joan Giginta era posseïdor d'agrers i censals[6] a Paretstortes pel voltant del 1400. Es ressenya[7] que el 1452 Berenguer Giginta, de Ribesaltes, pledejà amb els cònsols de Prats de Molló per drets de pas de bestiar que li havien cobrat en excés.

- Francesc Giginta ("l'Antic" com se l'anomenaria en el futur per diferenciar-los dels seus homònims) va ser un burgès i mercader de Ribesaltes que s'establí a Perpinyà al segle xiv i que esdevingué ciutadà honorat de la capital del Rosselló.

- Francesc Giginta (mort el 1453, "lo pus Vell", possiblement fill del Francesc "l'Antic"), de Ribesaltes, va ser una figura distingida. Doctor en ambdós drets, burgès honorat de Perpinyà, va ser conseller reial i síndic per Perpinyà en representació del Braç reial a les Corts de Montblanc (1414), en què es coronà Alfons V. La reina Maria (Maria de Castella, en funcions de virreina per absència del seu marit Alfons) el nomenà[8] jutge del domini reial -les comarques nord-catalanes- el 1432; sembla que va ser suspès del càrrec el 1436 acusat d'assassinat[9] encara que hauria sigut reintegrat en el càrrec poc després, com consta[10] en una ordenança relativa a les Taules Reyals (els mercats) de Perpinyà del 1439. Tingué dos fills, Francesc i Bernat (que moriria el 1506 sense descendència).

- El seu fill gran, Francesc Giginta (mort el 1522, "el Vell"), fou doctor en ambdós drets (era titulat el 1452 i exercia d'advocat), burgès honorat de Perpinyà, Conseller reial, Jutge reial del comtat del Rosselló, i diputat del General en representació del Braç reial. També va ser[8] canceller de la Universitat de Perpinyà (1488) i professor de dret de la institució el 1491. Es casà en primeres noces amb Elionor Taqui; en enviudar, s'uní amb una dama de nom Elisabet, amb qui tingué tres infants: en Francesc, la Rafaela (que esposaria Pere de Darnius), i l'Elisabet, que es maridaria amb Joan d'Oms.

- Francesc Giginta ("el Jove") es doctorà en ambdós drets a la universitat de Perpinyà, i el 1522 succeí el pare com a canceller de la institució educativa. Va ser diputat del General en representació del Braç reial, síndic de Corts per Perpinyà a les Corts de Barcelona (1503) i habilitat pel Braç militar a les Corts de Barcelona (1528). El 19 de juliol del 1528, i juntament amb el seu germà Gerald, va ser ennoblit per Carles V, per bé que posteriorment renuncià al títol[11] perquè preferia la condició de ciutadà noble de Perpinyà. Es casà amb Isabel Mestre.

- El seu germà, Gerald Giginta, va ser burgès honrat de Perpinyà. Fou síndic a les Corts de Barcelona (1528) i de Montsó (1533); el 1528, juntament amb el seu germà Francesc, havia sigut fet cavaller per Carles V. El fill de Gerald, Francesc Giginta, va ser president de la Generalitat entre 1566 i 1569, abat de Santa Maria d'Amer (1536-1579) i havia sigut diputat de la Generalitat de Catalunya pel Braç eclesiàstic el 1566.

- Francesc Giginta i Mestre, àlies Francesc Mestre, era donzell i assolí la protecció reial. Es doctorà en ambdós drets per la universitat de Perpinyà, fou degà de la facultat de dret (a partir del 1523) i canceller de la universitat. Es distingí prenent les armes i esmerçant part de la fortuna personal durant el setge que el delfí Enric de França feu de Perpinyà el 1542. En agraïment, Carles V el nomenà doctor del Consell Reial[12] el 1546, i regent de la cancelleria reial del Consell d'Aragó l'1 de juliol del 1549[13] i, posteriorment, Felip II l'ennoblí, el 7 de gener del 1560. Tingué un benefici eclesiàstic sobre la parròquia de Sant Miquel de Ciutat, a Mallorca, que després percebria també[12] el seu fill Antoni. Morí el 1569, havent tingut per fills l'esmentat Antoni, Onofre[14] i Miquel de Giginta i Oms (que assoliria anomenada com a reformador social).

- La línia dels senyors de Vespella fou fundada per Bernat Giginta, senyor de Vespella, germà del Francesc Giginta ("lo pus Vell") mort el 1453. Tingué tres fills: Joan, Francesc i Berenguer. Joan i Francesc Giginta foren, a la fi del s. XV, armadors de la gran galera "Santa Maria, Sant Joan i Santa Francesca", amb la qual comerciaren de Portvendres fins a Llevant Mediterrani i Egipte. En Joan[15] tenia el 1447 una participació[16] en la nau argentera de Jacques Cœur retinguda al port de Cotlliure per Carles d'Oms, governador dels comtats de la Cerdanya i del Rosselló i, a l'any següent i mentre eren a Nàpols, ell i la galiassa perpinyanenca van ser acusats[17] de contraban d'armes en favor dels musulmans. En Joan i en Francesc moriren sense fills. Llur germà Berenguer es casà amb Caterina Mascarós, d'Illa, amb qui tingué un fill, Jofre, senyor de Vespella i propietari del mas homònim a Salses[18] el 1488. Atès que aquest darrer no deixà descendència masculina, per testament del 1524 llegà els seus béns a les seves filles Caterina, Àngela i Miqueleta; aquesta darrera esdevingué l'hereua universal del patrimoni.

- El senyoriu passà a una altra branca de la família: un Francesc Giginta s'havia casat amb Coloma Seguer, amb qui havia tingut tres fills: Guerau (mort el 1506), Joan Francesc (que es casà amb Elisabet Fresch el 1499) i Miquel, senyor de Vespella. Aquest darrer fou pare de Guerau, Miquel (futur canonge d'Elna i burgès honorat de Perpinyà, veguer de Girona el 1522), Pere i Basilisa. En Guerau heretà la senyoria, i a més va ser cònsol en cap -alcalde- de Perpinyà[19] el 1538, i encara cònsol -regidor- el 1548[20] abans de morir l'any 1554.

- Un Francesc Giginta va ser rector de la universitat de Perpinyà el 1522, però sense més indicacions que la relació de noms del Llibre dels quatre claus[21] es fa difícil dir si es tracta del Francesc dit "el Jove" o de Francesc Giginta i Mestre. Una problemàtica similar es dona en el cas del Francesc Giginta que el 1532[22] era assessor de la seca de Perpinyà.
- Un Guerau Giginta, cavaller, va ser veguer de la Cerdanya[23] del 1554 al 1557; podria haver estat un dels cinc fills de Joan Francesc Giginta.
- El 1578, Guerau Giginta, donzell i rector de Sant Esteve de Prullans i la seva germana Marianna (casada amb el senyor de Prullans, Miquel Catllar) vengueren una casa a Perpinyà que havien heretat del pare d'ambdós, Guerau Giginta, cavaller de l'orde de Sant Jaume de l'Espasa (resident a Perpinyà el 1557 i mort a la mateixa ciutat el 1577).[24]